# Astragalus polaris
Astragalus polaris är en ärtväxtart som först beskrevs av Berthold Carl Seemann, och fick sitt nu gällande namn av William Jackson Hooker. Astragalus polaris ingår i släktet vedlar, och familjen ärtväxter. Inga underarter finns listade i Catalogue of Life.